# 19 Monocerotis
19 Monocerotis, som är stjärnans Flamsteed-beteckning, är en ensam stjärna belägen i den mellersta delen av stjärnbilden Enhörningen, som också har variabelbeteckningen V637 Monocerotis. Den har en genomsnittlig skenbar magnitud på ca 5,00 och är svagt synlig för blotta ögat där ljusföroreningar ej förekommer. Baserat på parallaxmätning inom Hipparcosuppdraget på ca 2,7 mas, beräknas den befinna sig på ett avstånd på ca 1 220 ljusår (ca 370 parsek) från solen. Den rör sig bort från solen med en heliocentrisk radialhastighet av ca 25 km/s.

## Egenskaper
19 Monocerotis är en blå till vit stjärna i huvudserien av spektralklass B1 V. Tidigare har det antagits att den var en marginell Be-stjärna, men detta bekräftades inte. Den har en massa som är ca 12 solmassor, en radie som  är ca 9 solradier och utsänder ca 4 800 gånger mera energi än solen från dess fotosfär vid en effektiv temperatur av ca 25 400 K.
19 Monocerotis är en Beta Cephei-variabel (BCEP) som varierar mellan visuell magnitud +4,96 och 5,01 med en period av 0,1912 dygn eller 4,59 timmar. Närmare undersökning visar att den varierar i tre frekvenser, 5,22994, 0,17017 och 4,88956 cykler per dygn.